# Sotos del río Alberche
Sotos del río Alberche este o arie protejată (arie specială de conservare — SAC, sit de importanță comunitară — SCI) din Spania întinsă pe o suprafață de 1.172,13 ha, integral pe uscat.

## Localizare
Centrul sitului Sotos del río Alberche este situat la coordonatele 40°05′07″N 4°29′37″W / 40.0853°N 4.4936°V.

## Înființare
Situl Sotos del río Alberche a fost declarat sit de importanță comunitară în ianuarie 2001 pentru a proteja 16 specii de animale. Situl a fost protejat și ca arie specială de conservare în mai 2015.

## Biodiversitate
Situată în ecoregiunea mediteraneană, aria protejată conține 7 habitate naturale: Galerii și tufărișuri riverane sudice (Nerio-Tamaricetea și Securinegion tinctoriae), Cursuri de apă de la nivel de câmpie la nivel montan, cu vegetație Ranunculion fluitantis și Callitricho-Batrachion, Pajiști umede mediteraneene cu ierburi înalte de Molinio-Holoschoenion, Păduri aluvionare cu Alnus glutinosa și Fraxinus excelsior (Alno-Padion, Alnion incanae, Salicion albae), Galerii de Salix alba și de Populus alba, Păduri termofile cu Fraxinus angustifolia, Păduri de Quercus ilex și Quercus rotundifolia.
La baza desemnării sitului se află mai multe specii protejate:
- păsări (8): uliu porumbar (Accipiter gentilis), stârc roșu (Ardea purpurea), erete de stuf (Circus aeruginosus), piciorong (Himantopus himantopus), corcodel-cu-gât-negru (Podiceps nigricollis), ciocântors (Recurvirostra avosetta), chiră mică (Sterna albifrons), turturică (Streptopelia turtur)
- amfibieni (1): Discoglossus galganoi
- mamifere (1): vidră de râu (Lutra lutra)
- pești (5): Achondrostoma arcasii, Cobitis paludica, Luciobarbus comizo, Pseudochondrostoma polylepis, Rutilus alburnoides
- reptile (1): Mauremys leprosa

Pe lângă speciile protejate, pe teritoriul sitului au mai fost identificate 1 specie de plante, 1 specie de păsări, 10 specii de amfibieni, 11 specii de mamifere, 1 specie de pești, 9 specii de reptile.